# Matthias Gnehm
Matthias Gnehm (* 1. Juli 1970 in Zürich) ist ein Schweizer Comiczeichner und Architekt. Er lebt und arbeitet in Zürich.

## Biografie
Gnehm wuchs im Kanton Aargau auf. Er besuchte 1990 den Vorkurs an der Hochschule für Gestaltung und Kunst Zürich, absolvierte 1995 Praktikum bei Herzog & de Meuron und schloss das Architekturstudium 1999 an der ETH Zürich ab.
Seit 1995 veröffentlichte er Comics gemeinsam mit dem Lausanner Texter und Architekten Francis Rivolta. 1998 wurde der erste Comicband des Duos veröffentlicht: Paul Cork’s Geschmack. Die Titelfigur kann Farben im kulinarischen Sinne schmecken und erlebt deshalb eine gefährliche wie abenteuerliche Odyssee. Der Band wurde beim Schweizer Verlag Hochparterre und ebenso in Frankreich veröffentlicht (Editions Hors-Collection).
Gemeinsam mit Rivolta entstand 2002 als Auftragsarbeit der Parlamentsdienste der Bundeshauscomic Rätsel in Weiss als deutsche, französische, italienische, rätoromanische und englische Ausgabe. Der Krimi spielt im National- und Ständeratssaal des Schweizer Bundeshauses und thematisiert einen Kunstdiebstahl.
2004 und 2005 erschien in zwei Bänden sein erstes selbständiges Werk Tod eines Bankiers. Der Wirtschaftskrimi spielt in der Zürcher Hochfinanz (mit einem neuartigen Finanzprodukt will ein Banker seinen Tod versilbern). Das Werk, gleichzeitig ein futuristischer Gestaltungsentwurf für das Seeuferbecken Zürich in Comicform „sorgte für Furore“. Die Medien loben „aussergewöhnliche Ideen“, es sei “ein spannender, origineller Krimi”. Beide Bände erschienen auch in Frankreich. Gnehm ergänzte den Comicband mit einer Ausstellung inklusive architektonische Pläne und städtebauliche Entwürfe sowie 3D-Modelle. “Das Projekt wurde lebhaft diskutiert. In die offizielle Planung ist es aber nie eingeflossen”.
Mit der Finanzkrise 2008 geriet der Comic erneut ins Gespräch und Gnehm sagte dazu: “Die Krise hat mir gezeigt, dass die Wirklichkeit verrückter ist als jede Fiktion”.
2008 erschien der Comic Das Selbstexperiment. Der Wissenschaftskrimi spielt in Zürich und erzählt von einem Wissenschaftler, der einen Wirkstoff gegen Eifersucht sucht und unverhofft herausfindet, wie das menschliche Bewusstsein funktioniert. Das Werk basierte auf einem Aufenthalt 2007/2008 am Collegium Helveticum und übersetzte dessen Emotionsforschungen “auf fesselnde Weise ins Comic-Genre”. Das Buch wurde gelobt als „im wahrsten Sinn des Wortes bewusstseinserweiternden Thriller von hoher Rasanz und Intelligenz“. Gnehm, bekannt für seinen opulenten, farbigen Zeichenstil, veröffentlichte den Band in Schwarz-Weiß. Begegnungen mit japanischen Zeichenstudenten “machten mir Lust, schneller zu arbeiten, in schwarz und weiss, eher skizzenhaft”, so Gnehm.
2011 erschien bei Edition Moderne Die Bekehrung. Der Comic thematisiert in Schwarz-weiß die Zersiedelung der Landschaft, Pubertät, Religion und erste Liebe in einem nichtspezifizierten Schweizer Dorf im Mittelland. Im Mai 2013 erschien die 256-seitige Graphic Novel Der Maler der ewigen Portraitgalerie. Ein erfolgloser Kunstmaler entdeckt zwischen alten Fotos seiner verstorbenen Grossmutter ein kleinformatiges, von ihr gemaltes Original-Porträt. Das Bild gibt ihm ein Rätsel um seine eigene Herkunft auf, das ihn nicht mehr loslässt. “Weich, beinahe klassisch mit dem Bleistift gezeichnet, liest sich sein Werk mit den angedeuteten Szenen wie ein nostalgischer Familienroman in vielen Bildern und kurzen skurrilen Zitaten”, so die Solothurner Zeitung.

## Stil
“Ich bin der Meinung, dass kein Thema zu komplex ist für Comics,” so Gnehm. So vertieft er sich stark ins Geschehen und die Gesellschaft um ihn herum, “das ist wichtig (...), das ist vielleicht der Einfluss der Architektur, es ist eine soziale Kunst, ohne die Gesellschaft kann der Architekt nichts tun”.
Zeichnerisch und erzählerisch kann Gnehm auf eine Vielfalt von Mitteln zurückgreifen, die von den Medien gelobt werden. “Diese virtuos eingesetzte Vielfalt der erzählerischen Mittel (...) unterschiedliche Zeichenstile kombiniert, die je eine andere Erzählform repräsentieren”, Gnehm zeichne “sensibel und gleichzeitig pastos kolorierend (...) wie schwarzweiss und clever grob”.
“Seine Bilder sind von ausgefuchster Einfachheit (...) schwarz/weiss-expressive Eruptionen und krickeliger Kinderzeichenstil gleichzeitig”. Bei “Paul Cork’s Geschmack” erkennen Medien “an die Malerei von Pierre Bonnard oder Édouard Vuillard gemahnende Bilder”.

## Werke
- Wird abgeholt am... (Matthias Gnehm und Francis Rivolta). IG Comic Schweiz, Kollektion TöppferWare 1 1995
- Rendez-vous (Matthias Gnehm und Francis Rivolta). IG Comic Schweiz, Kollektion TöppferWare 2 1996
- Der Tod des Sisyphus (Matthias Gnehm und Francis Rivolta). IG Comic Schweiz, Kollektion TöppferWare 3 1996
- Paul Cork’s Geschmack. Ein Abenteuer in Farbe. Zürich, Hochparterre Verlag 1998
- Rätsel in Weiss (Matthias Gnehm und Francis Rivolta). NZZ Libro 2002
- Blanc Mystère (Matthias Gnehm und Francis Rivolta). Editions Payot 2002
- Globi, endlich Hollywood-Star (Matthias Gnehm und Francis Rivolta). In Strapazin: Globi. Strapazin 2003, ISBN 3-907055-75-6
- Tod eines Bankiers. Erster Teil: Das Leben ist teuer. Edition Moderne 2004, ISBN 3-907055-76-4
- Tod eines Bankiers. Zweiter Teil: Der Tod ist gratis. Edition Moderne 2005, ISBN 3-907055-92-6
- Das Selbstexperiment. Edition Moderne 2008, ISBN 978-3-03731-028-1
- Die Bekehrung. Edition Moderne 2011, ISBN 978-3-03731-074-8
- Der Maler der ewigen Portraitgalerie. Edition Moderne 2013, ISBN 978-3-03731-108-0
- Die kopierte Stadt. Edition Hochparterre 2014, ISBN 978-3-90992-826-2
- Salzhunger. Edition Moderne 2019, ISBN 978-3-03731-186-8[12]

## Film
- La Mort de Sisyphe. Animationskurzfilm mit Francis Rivolta, 2010

## Ausstellungen
- 2004 Fumetto, Luzern (“Tod eines Bankiers”)
- 2004 Architekturforum Zürich (“Tod eines Bankiers”)
- 2004 Comicfestival Sierre (“Tod eines Bankiers”)
- 2004 Architekturmuseum Basel (“Tod eines Bankiers”)
- 2008 Fumetto, Luzern (“Das Selbstexperiment”)

## Auszeichnungen
- 1992 Comix-Festival Fumetto Luzern[13]
- 1998 Atelierstipendium in Krakau, Polen (Eidgenössisches Bundesamt für Kultur)
- 1998 “Die Schönsten Schweizer Bücher” (für “Paul Cork’s Geschmack”, mit Francis Rivolta)
- 2001 “Prix coup de coeur”, Comicfestival Sierre (mit Francis Rivolta)